# Gewone pelsmot
De gewone pelsmot (Tinea pellionella) is een vlinder uit de familie echte motten (Tineidae). De wetenschappelijke naam van de soort werd als Phalaena pellionella in 1758 gepubliceerd door Carl Linnaeus.

## Kenmerken
De spanwijdte bedraagt tussen de 9 en 16 millimeter. De voorvleugels zijn grijsbruin met een koperglans.

## Leefwijze
De larve voedt zich met wol, bont, leer, veren en haar en spint een cilindrisch spinsel dat vrijwel het hele lichaam omhult. De vliegtijd loopt van juni tot en met oktober. Binnenshuis kan de vlinder het hele jaar door voorkomen. De lengte van de mot is tot 9 millimeter.

## Synoniemen
- Tinea albella Müller, 1776[3]
- Tinea demiurga Meyrick, 1920[4]
- Tinea gerasimovi Zagulajev, 1960[5]
- Phalaena zoolegella Scopoli, 1763